# Église Saint-Pierre-de-Ruda d'Aggius
L'église Saint-Pierre-de-Ruda, en italien : chiesa di San Pietro di Ruda, parfois écrit dans les sources avec un « s » final : di Rudas, est une église champêtre du XIXe siècle dépendant de la paroisse Santa Vittoria d'Aggius en Sardaigne. Elle se trouve à quelques kilomètres du centre-ville d'Aggius au bord de la route vers Trinità d'Agultu e Vignola,. Elle est restaurée en deux phases, en 2000 puis en 2005.
Elle est dédiée à saint Pierre ; Ruda (parfois écrit Rudas) est le nom du constructeur.